# Echo (singel Iru)
Echo – singel gruzińskiej piosenkarki Iru Checzanowi wydany 16 marca 2023 roku. Piosenka reprezentowała Gruzję podczas 67. Konkursu Piosenki Eurowizji.

## Lista utworów
| Digital download / media strumieniowe | Digital download / media strumieniowe | Digital download / media strumieniowe |
| Nr                                    | Tytuł utworu                          | Długość                               |
| ------------------------------------- | ------------------------------------- | ------------------------------------- |
| 1.                                    | „Echo”                                | 3:02                                  |

## Pozycje na listach
| Notowanie (2023)                                         | Najwyższa pozycja |
| -------------------------------------------------------- | ----------------- |
| Armenia (Apple Music)                                    | 72                |
| Armenia (Apple Music: Pop Top 200)                       | 35                |
| Austria (Spotify Viral)                                  | 94                |
| Belgia (Spotify Viral)                                   | 50                |
| Belgia (Apple Music: Pop Top 200)                        | 175               |
| Cypr (Apple Music: Pop Top 200)                          | 96                |
| Czechy (Spotify Viral)                                   | 53                |
| Dania (Spotify Viral)                                    | 66                |
| Estonia (Apple Music: Pop Top 200)                       | 50                |
| Estonia (Spotify Viral)                                  | 47                |
| Filipiny (Deezer)                                        | 51                |
| Finlandia (Apple Music)                                  | 79                |
| Finlandia (Apple Music: Pop Top 200)                     | 44                |
| Finlandia (Deezer)                                       | 64                |
| Finlandia (iTunes)                                       | 20                |
| Finlandia (Spotify Viral)                                | 24                |
| Grecja (Apple Music: Pop Top 200)                        | 62                |
| Grecja (Spotify Viral)                                   | 53                |
| Holandia (Spotify Viral)                                 | 74                |
| Irlandia (iTunes)                                        | 72                |
| Irlandia (Spotify Viral)                                 | 66                |
| Islandia (Apple Music: Pop Top 200)                      | 88                |
| Islandia (Spotify Viral)                                 | 55                |
| Izrael (Spotify Viral)                                   | 49                |
| Litwa (Spotify Viral)                                    | 53                |
| Litwa (Apple Music)                                      | 54                |
| Litwa (Apple Music: Pop Top 200)                         | 34                |
| Łotwa (Deezer)                                           | 69                |
| Łotwa (Spotify Viral)                                    | 38                |
| Niemcy (Spotify Viral)                                   | 81                |
| Norwegia (Apple Music)                                   | 174               |
| Norwegia (Apple Music: Pop Top 200)                      | 96                |
| Norwegia (Spotify Viral)                                 | 82                |
| Norwegia (Deezer)                                        | 42                |
| Polska (Apple Music)                                     | 195               |
| Polska (Apple Music: Pop Top 200)                        | 86                |
| Polska (Spotify Viral)                                   | 39                |
| Portugalia (Spotify Viral)                               | 47                |
| Republika Zielonego Przylądka (Apple Music: Pop Top 200) | 110               |
| Serbia (Apple Music: Pop Top 200)                        | 111               |
| Słowenia (Apple Music: Pop Top 200)                      | 134               |
| Szwecja (Spotify Viral)                                  | 78                |
| Szwecja (Apple Music)                                    | 185               |
| Szwecja (Apple Music: Pop Top 200)                       | 112               |
| Wielka Brytania (Spotify Viral)                          | 60                |
| Włochy (Spotify Viral)                                   | 62                |